# Camarón de la Isla
José Monje Cruz (San Fernando, 5 de desembre de 1950 - Badalona, 2 de juliol de 1992), conegut artísticament com a Camarón de la Isla (Gambeta de l'Illa) o simplement Camarón, va ser un cantaor flamenc andalús. Revolucionari del flamenc, és considerat per gran part de la crítica especialitzada com un dels millors cantaors de la història.
L'any 2005 es va estrenar una pel·lícula sobre la seva vida, Camarón, un biopic dirigit per Jaime Chávarri i amb Óscar Jaenada com protagonista.

## Biografia
José Monje Cruz va néixer a la localitat de San Fernando (Cadis), el 5 de desembre de l'any 1950, al carrer del Carmen, en el barri conegut popularment com a "Las Callejuelas". Fill de Juana Cruz Castro y Juan Luís Monge Núñez, va ser el penúltim de vuit germans més de família gitana. El sobrenom pel qual és conegut va ser donat per un tiet seu, de nom José, a causa de la seva primesa, cabell ros i pell blanca que, en la seva opinió, el feien semblar un "camarón" (una gambeta). Per altra banda, la ciutat de San Fernando està situada a l'Illa de León, amb la qual cosa és conegut com l'Illa, topònim que Camarón de la Isla afegiria a la segona part del seu sobrenom per formar un nom artístic.
Quan era nen va estudiar en el col·legi del Liceu, secció beneficència, fins que va deixar l'escola per ajudar el seu pare, qui era un gran aficionat al Cant Flamenc, en la farga on treballava. La casa dels Monge era visitada per grans artistes d'aquella època en tota Andalusia al seu pas per San Fernando i allà José (Camarón de la Isla) va començar a escoltar a grans artistes com Manolo Caracol o Antonio Mairena. Quan el seu pare va morir a causa de l'asma, sent encara molt jove, la família va passar per dificultats econòmiques, per això només quan tenia set anys Camarón ja va començar a cantar flamenc en diferents tavernes i en l'estació del tramvia de Sant Fernando. L'any 1958 començà a cantar de forma esporàdica en la Venta de Vargas de Sant Fernando. Ho feia per les tardes, ja que a causa de la seva curta edat no podia fer-ho per les nits. Allà l'escolten per primera vegada els grans cantaors de la terra.
L'any 1955, als cinc anys, va actuar per primera vegada en una companyia que muntava una escola anomenada Los Hermanitos a Sant Fernando. Amb dotze anys, l'any 1962 guanyà el premi del Concurs de Flamenc del Festival de Montilla (Còrdova). Comença a estendre's la seva fama i s'inicia com a professional en el món del cant en companyia del seu millor amic d'aleshores, el cantant Rancapino. Junts visiten les fires més importants d'Andalusia, demostrant el seu art, en les casetes en les quals actuaven. Des d'aleshores, va cantar junt amb Dolores Vargas i la Singla, entre d'altres, i va fer diverses gires per Europa i Amèrica, enrolat en la companyia de Juanito Valderrama. L'any 1966 va guanyar el primer premi en el Festival de Cante Jondo de Mairena del Alcor, posteriorment es trasllada a Madrid amb Miguel de los Santos.

## Èxits
| 1968 | Camarón de la Isla arriba a ser fix en el taulat de Torres Bermejas a Madrid. Allà romandria durant dotze anys, acompanyant a la guitarra Paco Cepero. El seu nom comença a ser cada vegada més conegut i participa en la pel·lícula Casa Flora, protagonitzada per Lola Flores. En Torres Bermejas coneix a Paco de Lucía, amb qui gravaria nou discos des de l'any 1969 fins a l'any 1977, dirigits pel pare del tocador, António Sánchez, en els quals també col·labora el germà de Paco. Durant aquests anys es produeix una evolució com a cantant, passant d'un estil ortodox a un altre més personal. El seu primer disc Camarón de la Isla con la colaboración especial de Paco de Lucía nom que va escollir Antonio Sánchez.                                                                 |
| 1976 | Es casa amb Dolores Montoya, La Chispa, amb qui va tenir quatre fills. El casament es va celebrar a la localitat de La Línea de la Concepción, apadrinat pel seu germà Manuel i la cantadora Manuela Carrasco. L'any 1979, amb el nom de Camarón, sense referència a la seva ciutat natal, fa pública La Leyenda del tiempo disc que suposà una autèntica revolució en el món del flamenc per incloure sonoritats pròpies del món del jazz i del rock. En el disc hi ha diverses adaptacions de poemes de Federico García Lorca amb música d'Alameda, que van ser coproductors de l'àlbum, a més de Ricardo Pachón, Kiko Veneno i els germans Rafael i Raimundo Amador. A partir d'aquest moment començà la seva col·laboració amb el guitarrista Tomatito i se separa per un temps de Paco de Lucía. |
| 1986 | És condemnat a un any de presó menor per un delicte d'imprudència temerària amb resultat de mort en un accident on van morir dues persones. Camarón de la Isla no va anar a la presó perquè no tenia antecedents penals. El maig del 1987 va actuar tres dies seguits en el Cirque d'Hiver a París amb un èxit absolut. |
| 1989 | En aquest any va gravar Soy Gitano, el disc més venut en la història del flamenc, en el qual col·labora el guitarrista Vicente Amigo. De 1992 data l'últim disc publicat en vida de Camarón, Potro de Rabia y miel i va contar amb les guitarres de Paco de Lucia i Tomatito. La gravació d'aquest disc va ser interrompuda a causa de un càncer de pulmó, ocasionat per la seva addicció al tabac, que juntament amb el consum de drogues, va posar fi a la seva vida, uns quants mesos després de viatjar als Estats Units en busca d'una possible cura. |

## Llegenda
El 2 de juliol del 1992 va morir a Badalona (Barcelona) per un càncer, quan només tenia 41 anys, la qual cosa va causar una gran commoció social (reflectida en el lema "Camarón Vive"). Va ser enterrat a la seva localitat natal San Fernando a Cadis.

## Premis
- Primer premi en el Festival de Cante Jondo de Mairena del Alcor
- Premi en El concurs de Cante Jondo de Mairena del Alcor, 1973.
- Premi Nacional de Cante de la Càtedra de Flamencologia y Estudis Folklòrics Andaluses de Jerez, 1975.
- Trofeu Lucas López, de La peña Flamenca, El taranto d'Almeria, 1984.
- IV Llave de Oro del Cante Flamenc, 2000 (A títol pòstum)

Altres reconeixements obtinguts per Camarón inclouen: Fill Predilecte de Sant Fernando (1992), Medalla al mèrit artístic de L'Ajuntament de Madrid, Medalla de oro D'Andalusia, Medalla de oro al mérito en las Bellas Artes, Fill adoptiu de la Línia de la Concepció.

## Discografia
- Al verte las flores lloran (1969)
- Cada vez que nos miramos (1970)
- Son tus ojos dos estrellas (1971)
- Canastera (1972)
- Caminito de Totana (1973)
- Soy caminante (1974)
- Arte y majestad (1975)
- Rosa María (1976)
- Castillo de arena (1977)
- La leyenda del tiempo (1979)
- Como el agua (1981)
- Calle real (1983)
- Viviré (1984)
- Te lo dice Camarón (1986)
- Flamenco vivo (1987)
- Soy gitano (1989)
- Potro de rabia y miel (1992)

### Recopilatoris i discos pòstums
- Disco de oro (1988)
- Autorretrato (1990)
- Una leyenda flamenca (1992)
- Camarón nuestro (1994)
- Antología (1996)

1. Fundamentos
2. Grandeza
3. Apoteosis

- París 1987 (1999)
- Rarezas (1999)
- Legends of flamenco (1951-1992) (1999)
- Antología inédita (2000)
- Alma y corazón flamencos (2004)
- Venta de Vargas (2005)
- Camarón. La película (Banda sonora original) (2005)
- Reencuentro (2008)
- La chispa de Camarón (2009)
- Camarón Guitar tab con voz (2005)